# Meliturgula flavida
Meliturgula flavida là một loài Hymenoptera trong họ Andrenidae. Loài này được Friese mô tả khoa học năm 1913.